# Ricardo Adé
Pour les articles homonymes, voir Adé.
Ricardo Adé Kat, né le 21 mai 1990 à Saint-Marc (Haïti), est un footballeur haïtien qui évolue au poste de défenseur au sein de la LDU Quito.

## Biographie

### En club
Ricardo Adé commence sa carrière en Haïti, au Baltimore SC. En janvier 2014, il rejoint le Miami United. 
Il fait son retour au Baltimore SC en juillet 2015.
En janvier 2016, il signe pour un autre club haïtien, le FC Don Bosco.
En janvier 2017, tout à la fin du mercato, il est recruté par le club chilien du Santiago Morning. 
En février 2019, il rejoint le Magallanes CF, toujours au Chili.
En février 2021, il signe au Mushuc Runa SC, en Equateur. 

### En équipe nationale
Ricardo Adé reçoit quatre sélections en équipe d'Haïti lors de l'année 2016.
En septembre 2016, il joue deux matchs rentrant dans le cadre des éliminatoires du mondial 2018, contre le Costa Rica et la Jamaïque.
Par la suite, en novembre, il joue contre la Guyane et Saint-Christophe-et-Niévès, lors des éliminatoires de la Coupe caribéenne des nations 2017.

## Palmarès
- Champion d'Haïti en 2011 (Ouverture) avec le Baltimore SC ; en 2015 (Ouverture) avec le Don Bosco FC